# Campanhó
Campanhó is een plaats (freguesia) in de Portugese gemeente Mondim de Basto en telt 350 inwoners (2001).